# La Flocellière
La Flocellière est une ancienne commune française située dans le département de la Vendée, en région Pays-de-la-Loire.
Au 1er janvier 2016, elle devient l'une des 4 communes déléguées de Sèvremont.

## Géographie
Le territoire municipal de La Flocellière s'étend sur 2 924 hectares. L'altitude moyenne de la commune est de 182 mètres, avec des niveaux fluctuant entre 99 et 272 mètres,.
À ne pas confondre avec le hameau du même nom aujourd'hui rattaché à la commune de Challans (Vendée), et qui fit partie des possessions de la commanderie templière de Coudrie.

## Histoire
La première mention du nom de La Flocellière remonte à 1090, date à laquelle, David, seigneur de La Flocellière, fait don de son église à l'abbaye de Mauléon.
Le territoire communal dispose de souterrains-refuges.

## Emblèmes

### Héraldique
| Blason | Blasonnement : « D'azur à la tour d'argent, maçonnée de sable, accostée de deux fleurs de lys d'or, au chef aussi d'argent chargé de trois merlettes de sable. » |

### Devise
La devise de La Flocellière : Toujours droit.

## Politique et administration

### Liste des maires
| Période                                  | Période          | Identité         | Étiquette | Qualité                      |
| ---------------------------------------- | ---------------- | ---------------- | --------- | ---------------------------- |
| Les données manquantes sont à compléter. |                  |                  |           |                              |
| octobre 1947                             | ?                | Joseph Oger      |           |                              |
| 1951                                     | juin 1995        | Pierre Germain   | DVD       | Maire honoraire              |
| juin 1995                                | mars 2008        | Jean Sachot      | DVD       | Exploitant agricole retraité |
| mars 2008                                | 31 décembre 2015 | Antoine Hériteau | SE        | Documentaliste               |

### Liste des maires délégués
| Période                                  | Période  | Identité          | Étiquette | Qualité |
| ---------------------------------------- | -------- | ----------------- | --------- | ------- |
| 4 janvier 2016                           | En cours | Antoine Hériteau, | SE        |         |
| Les données manquantes sont à compléter. |          |                   |           |         |

## Démographie

### Évolution démographique
L'évolution du nombre d'habitants est connue à travers les recensements de la population effectués dans la commune depuis 1793. À partir du 1er janvier 2009, les populations légales des communes sont publiées annuellement dans le cadre d'un recensement qui repose désormais sur une collecte d'information annuelle, concernant successivement tous les territoires communaux au cours d'une période de cinq ans. 
Pour les communes de moins de 10 000 habitants, une enquête de recensement portant sur toute la population est réalisée tous les cinq ans, les populations légales des années intermédiaires étant quant à elles estimées par interpolation ou extrapolation. Pour la commune, le premier recensement exhaustif entrant dans le cadre du nouveau dispositif a été réalisé en 2008,.
En 2015, la commune comptait 2 706 habitants, en évolution de +14,32 % par rapport à 2008 (Vendée : +5,7 %, France hors Mayotte : +2,49 %).
| 1793  | 1800 | 1806  | 1821  | 1831  | 1836  | 1841  | 1846  | 1851  |
| ----- | ---- | ----- | ----- | ----- | ----- | ----- | ----- | ----- |
| 1 300 | 520  | 1 218 | 1 464 | 1 538 | 1 595 | 1 505 | 1 584 | 1 612 |

| 1856  | 1861  | 1866  | 1872  | 1876  | 1881  | 1886  | 1891  | 1896  |
| ----- | ----- | ----- | ----- | ----- | ----- | ----- | ----- | ----- |
| 1 665 | 1 668 | 1 717 | 1 771 | 1 865 | 1 924 | 1 952 | 1 990 | 1 953 |

| 1901  | 1906  | 1911  | 1921  | 1926  | 1931  | 1936  | 1946  | 1954  |
| ----- | ----- | ----- | ----- | ----- | ----- | ----- | ----- | ----- |
| 1 937 | 1 916 | 1 959 | 1 822 | 1 733 | 1 656 | 1 670 | 1 743 | 1 792 |

| 1962  | 1968  | 1975  | 1982  | 1990  | 1999  | 2008  | 2013  | - |
| ----- | ----- | ----- | ----- | ----- | ----- | ----- | ----- | - |
| 1 882 | 1 754 | 1 819 | 1 897 | 1 958 | 1 842 | 2 367 | 2 623 | - |

### Pyramide des âges
La population de la commune est relativement jeune. Le taux de personnes d'un âge supérieur à 60 ans (20,1 %) est en effet inférieur au taux national (21,6 %) et au taux départemental (25,1 %).
Contrairement aux répartitions nationale et départementale, la population masculine de la commune est égale à la population féminine.
La répartition de la population de la commune par tranches d'âge est, en 2007, la suivante :
- 50 % d'hommes (0 à 14 ans = 21,3 %, 15 à 29 ans = 18,3 %, 30 à 44 ans = 24 %, 45 à 59 ans = 18,8 %, plus de 60 ans = 17,6 %) ;
- 50 % de femmes (0 à 14 ans = 22,2 %, 15 à 29 ans = 16,3 %, 30 à 44 ans = 20,6 %, 45 à 59 ans = 18,3 %, plus de 60 ans = 22,5 %).

| Hommes | Classe d’âge | Femmes |
| ------ | ------------ | ------ |
| 0,7    | 90 ans ou +  | 2,0    |
| 5,5    | 75 à 89 ans  | 10,4   |
| 11,4   | 60 à 74 ans  | 10,1   |
| 18,8   | 45 à 59 ans  | 18,3   |
| 24,0   | 30 à 44 ans  | 20,6   |
| 18,3   | 15 à 29 ans  | 16,3   |
| 21,3   | 0 à 14 ans   | 22,2   |

| Hommes | Classe d’âge | Femmes |
| ------ | ------------ | ------ |
| 0,4    | 90 ans ou +  | 1,2    |
| 7,3    | 75 à 89 ans  | 10,6   |
| 14,9   | 60 à 74 ans  | 15,7   |
| 20,9   | 45 à 59 ans  | 20,2   |
| 20,4   | 30 à 44 ans  | 19,3   |
| 17,3   | 15 à 29 ans  | 15,5   |
| 18,9   | 0 à 14 ans   | 17,4   |

## Lieux et monuments
- Le château de La Flocellière, propriété privée, dont les dépendances servirent, un temps, dans les années 1950-1970, de petit séminaire du diocèse de Luçon. Le château a logé pendant la même période le séminaire des vocations tardives (adultes).
- Une réplique de la Santa Casa, à la chapelle Notre-Dame-de-Lorette
- Le château des Echardières.
- Église Notre-Dame-de-l'Assomption.
- Le château de la Bergelière

## Personnalités liées à la commune
- Roch-Sylvestre Grignon de Pouzauges (1775-1799), chef militaire vendéen, né à La Flocellière.
- Charles-Auguste-Jean-Baptiste-Louis-Joseph Bonamy (1764-1830), dit « de Bellefontaine », général d'Empire dont le nom est gravé sous l'Arc de Triomphe, mort à La Flocellière.
- Charles-Arthur, 3e baron Alquier (1827-1871), homme politique français du XIXe siècle.
- Louis Victor Alquier (1831-1896), vice-amiral, chef d'état-major général de la Marine, inspecteur général de la Marine.
- Raymond Brosseau (1915-1980), homme politique français membre du Parti communiste français, qui a été notamment sénateur et conseiller général.

## Pour approfondir